# Протагор
Протаго́р (грец. Πρωταγόρας; 481, Абдер, Фракія (навпроти острова Тасос) — бл. 411 pp. до н. е.) — давньогрецький філософ.
Протагор народився в місті Абдер, Фракія, що сьогодні є частиною регіональної одиниці Ксанті. Відомий як один із найпопулярніших учнів Демокріта. Найвідоміший серед софістів. Належить до періоду досократських філософів. За словами Ауля Гелліуса, спочатку заробляв на життя, носячи вантаж, і якось Демокріт спостерігав за його роботою. Невеликі шматки дерева Протагор зв'язував з такою геометричною точністю, що Демокріт одразу побачив у ньому математичного генія. Ця ситуація стала поштовхом, щоб навчити Протагора філософських засад. Після навчання в Демокрита він став відомим філософом в Афінах та познайомився з Периклом.
Про біографію Протагора вперше пише в своїй праці Платон. Точна дата народження невідома, та, ймовірно, він помер у 70 років, 40 з яких прожив як софіст.

## Філософія
Протагор скептично ставився до застосування теоретичної математики у природному світі; він не вірив, що насправді вона взагалі варта вивчення. За словами Філодема, Протагор говорив, що: «тема непізнавана, а термінологія неприємна». А проте, математика вважалася необхідною частиною мистецтва, а про мистецтво Протагор каже: «мистецтво без практики, а практика без мистецтва — це ніщо».
Протагор також був відомий як вчитель, який звертався до предметів, пов'язаних із чеснотами та політичним життям. Він долучився до обговорення того, чи можна вивчати чесноти, що було звичною проблемою в Греції V століття до н. е., яка була пов'язана з сучасними читачами через діалог Платона. Замість того, щоб викладачі, які пропонували конкретні, практичні заняття з риторики чи публічних виступів, Протагор намагався сформулювати на дуже загальному рівні аргументоване розуміння широкого кола людських явищ, включаючи мову та освіту. У «Протагорі» Платон стверджує, що Протагор навчає «правильному керуванню власними справами: якнайкраще керувати домашнім господарством та громадськими справами, як зробити найефективніший внесок у справи міста словом та дією».
Він також цікавився орфоепією — правильним вживанням слів, — хоча ця тема більше асоціюється з його соратником Продіком. В однойменному платонічному діалозі Протагор витлумачує поему «Симоніда», наголошуючи на використанні слів, їх буквальному значенні та оригінальному намірі автора. Цей тип освіти був би корисним для тлумачення законів та інших письмових документів в афінських судах. Діоген Ларертій повідомляє, що Протагор розробив таксономію мовленнєвих актів, таких як: твердження, запитання, відповіді, команди тощо. Арістотель також говорить, що Протагор працював над класифікацією та правильним використанням родів. Назви його книг, такі як «Техніка еристики» (Technē Eristikōn, буквально «Практика суперечок» з боротьбою, яка використовується як метафора для інтелектуальних дискусій), доводять, що Протагор також був вчителем риторики та аргументації. Діоген Лаертський зазначає, що він був одним з перших, хто взяв участь у риторичних змаганнях на Олімпійських іграх.
Як і багато сучасних мислителів, Платон приписує релятивізм Протагору і використовує вчення свого попередника як основу для його власної прихильності до об'єктивних і трансцендентних реальностей і цінностей. Платон приписує Протагору ранню форму того, що Джон Уайлд кваліфікував як феноменалізм. Однак, як описано в «Теететі» Платона, Протагор вважав, що деякі погляди можуть бути наслідком хворого тіла або розуму. Він підкреслив, що хоча всі погляди можуть здаватися однаково правдивими, і, можливо, їх слід однаково дотримуватися, вони можуть не мати серйозності. За свідченням Діогена Лаертського, Протагор перший почав вивчати способи доказів і тим самим започаткував формальну логіку. Він є автором знаменитої тези: «людина є мірою усіх речей, існуючих — що вони існують, неіснуючих — що вони не існують». Вказану тезу у Протагора допомагають зрозуміти суттєві пояснення Секста Емпірика про те, що «Протагор … мірою називає критерій, речами — справи.., що людина є критерій усіх справ, діянь». Повне роз'яснення концепції Протагора принципово суперечить вченню Арістотеля про збігання висловлювань з дійсністю. Ці дві різні концепції антиномічні, вони не можуть заперечити одна одну. Висновок, що судження, які ведуть людину до успіху під час завершення задуманої справи, — істинні, а успіх у справах є універсальною людською мірою знань, будується на абсолютно протилежному Арістотелеві вченню про істину. Для софістів тільки досвід може слугувати джерелом знання, а не «нус», «абстрактне мислення», «ідея».
Протагор вважав, що для будь-якого питання є два аргументи, які протистоять один одному, і, за словами Арістотеля, Протагора критикували за його твердження про необхідність «робити слабший аргумент сильнішим».

## Агностицизм
Протагор також був прихильником агностицизму. Як повідомляють, у своїй втраченій роботі «Про богів» він писав: «Щодо богів, я не маю можливості знати, існують вони чи ні, і те, якими вони можуть бути через невизначеність теми та стислість людського життя». За словами Діогена, відверта агностична позиція, яку займав Протагор, викликала гнів, змусивши афінян вигнати його з міста, а всі примірники його книг були зібрані та спалені на ринку. Цілеспрямоване знищення його творів також згадує Цицерон. Джон Бернет зазначає, що навіть якщо деякі екземпляри книг Протагора були спалені, достатня кількість з них збереглася, щоб можна було знати і обговорити софіста в наступному столітті. Було висловлено твердження, що Протагора краще класифікувати як атеїста, оскільки він вважав, що якщо щось неможливо знати, то його не існує. Однак, збереглося дуже мало фрагментів Протагора, хоча, як відомо, він написав кілька різних праць, зокрема «Онтологію» та «Істину». Остання цитується Платоном, і була відомою також як «Повалення» (термін боротьби, що стосується спроби перемогти суперника). За словами Діогена, до інших книг Протагора належать: «Про богів», «Мистецтво еристики», «Імператив», «Про амбіції», про «Неправильні дії людини», про «Хадеса», «Про науки», «Про доброчесності», про «Первісний стан речей».